# Tiffany Chung
Tiffany Chung est une artiste plasticienne américano-vietnamienne de renommée internationale, qui vit et travaille entre Houston, USA et Ho Chi Minh Ville, Viêt Nam. Elle est la cofondatrice de San Art au Vietnam.

## Biographie
Elle est née à Da Nang, au Viêt Nam, en 1969. Sa famille a émigré aux États-Unis après la guerre du Vietnam. Elle a la double nationalité, vietnamienne et américaine.
En 1998, elle obtient un BFA de photographie de l'Université d'État de Californie de Long Beach, et en 2000, elle obtient un MFA in Studio Art de l'Université de Californie à Santa Barbara, où elle étudie notamment auprès de Kim Yasuda.
En 2000, elle rejoint la communauté des artistes contemporains au Viêt Nam. Elle y participe, en tant que cofondatrice, à la création de San Art, un lieu incontournable créé par des artistes, à la fois galerie d'art et lieu de lectures sans but lucratif à Hô-Chi-Minh-Ville.
En 2013, Tiffany Chung a obtenu un prix de la Sharjah Art Foundation,  pour sa participation à la Sharjah Biennal11, dont le commissariat est assuré par Yuko Hasegawa, commissaire d'exposition en chef du Musée d'Art contemporain de Tokyo, sous forme de créations cartographiques et installations examinant les conflits, migrations, mutations urbaines en relation avec l'histoire et la mémoire.
Elle est reconnue pour sa pratique interdisciplinaire qui s’exprime au travers une gamme étendue de mediums (dessin, sculpture, photographie, vidéo et performance). Les conflits socio-politiques, migrations forcées et déplacements ainsi que les développements et mutations urbaines en relation avec l’histoire et la mémoire, figurent parmi les thèmes récurrents de l’œuvre de Tiffany Chung.
En 2014, elle participe avec sept autres artistes vietnamiens à l'Année France-Vietnam, initiée par l'Institut Français, et expose Chorégraphies Suspendues au Carré d'Art de Nîmes en France.
En 2015, ses travaux sont sélectionnés pour figurer à la prestigieuse Biennale de Venise en Italie, 56e Exposition Internationale d'art contemporain. En 2018 elle expose à la Biennale de Sydney un travail en lien avec la question des réfugiés.
Tiffany Chung participe à de nombreuses expositions internationales, en Europe (Pays-Bas, Italie, France, Irlande, Norvège, Danemark, Espagne, Russie), en Amérique (USA, Venezuela), en Asie (Japon, Singapour, Taiwan, Corée du Sud, Viet Nam), aux Émirats Arabes Unis, et en Australie.

## Œuvre
À partir de son retour au Vietnam, à Ho Chi Minh Ville en 2007, Tiffany Chung a commencé à produire une cartographie résultant de ses propres recherches ethnographiques sur l’histoire et les changements liés déplacements, crises humanitaires, catastrophes naturelles et conflits géopolitiques. En 2010, plusieurs de ces cartographies ont composé l’essentiel de l’exposition Scratching The Walls of Memory, exposition personnelle de l’artiste à New York à la galerie Tyler Rollins.
Ces cartographies constituent plus que des instruments de mesure pour Tiffany Chung, selon la critique d'art Zoe Butt, pour qui ces "énigmatiques diagrammes" ont une capacité à révéler la souffrance humaine.
En 2016, ses travaux sont exposés à la Biennale de Cuenca (Équateur).
En 2021, pendant la pandémie de Covid-19, elle écrit des haïkus qui commencent tous par « While the World Stands Still » (« Alors que le monde s'est arrêté »). Son ancienne professeure Kim Yasuda fait travailler ses élèves autour de ces textes, dans un projet qu'elle appelle The Soundscapes of Lockdown (« Les Paysages sonores du confinement »).

### An archaeology project for future remembrance (2013 – present)
Cette oeuvre met en évidence le déplacement de population (14 600 personnes) conséquent à l'urbanisation de la nouvelle zone urbaine de Thủ Thiêm de Ho Chi Minh Ville.

### The Syria Project (2012 – ongoing)
Tiffany Chung utilise ici une multitude de sources et données pour tracer la cartographie de la crise syrienne et de ses conséquences humanitaires dans le temps et dans l’espace. The Syria Project  a été exposé en 2015 à la 56e Biennale de Venise, All the World’s Futures, dont le commissariat était assuré par Okwui Enwezor.

### Scratching The Walls of Memory (2010)
L’exposition explore la situation de quelques conflits parmi les plus traumatiques du siècle passé, en particulier la Chute du Mur de Berlin, la zone coréenne démilitarisée, et les régions touchées par l’explosion des bombardements atomiques à Hiroshima et Nagasaki.

## Expositions
- 2016 : Between the blank spaces of Hitachi Factories I read poetry interwoven with tales of the barbarians, famines and war sacrifices, KENPOKU Art, Hitachi City Museum, Ibaraki, Japon
- 2016 : An archaeology project for future remembrance, EVA International Ireland's Biennal, Irlande
- 2015 : From the mountains to the valleys, from the deserts to the seas: journeys of historical uncertainty, CAMP / Center for Art on Migration Politics, Copenhagen, Denmark
- 2015 : The Syria Project,  All the World’s Futures,  56e Biennale de Venise, Italie
- 2015 : Finding one’s shadow in ruins and rubble, Tyler Rollins Fine Art, New York, USA
- 2014 : Chorégraphies Suspendues, Carré d’Art – Musée d’Art Contemporain, Nimes, France
- 2013 : The Galápagos Project: on the brink of our master plans and an archaeology project for future remembrance , Galerie Quynh, Ho Chi Minh Ville, Vietnam[15]

## Récompenses
- 2010 : Art Masters, New York, États-Unis
- 2011 : bourse du Japan Foundation Center for Cultural Exchange (Japon et Vietnam[16])
- 2013 : Sharjah Biennal 11 Artist Prize, Émirats Arabes Unis[17]